# Native Vision
Native Vision är en filmfestival i Göteborg som hölls för första gången 2012. Festivalen arrangeras av bland andra Annika Banfield, producent till Spirits for sale. Inspiration hämtas bland annat från den engelska motsvarigheten Native Spirits.

## Historia
År 2007 arrangerade aktivisten, filmaren och Mapucheindianen Freddy Treuquil en filmfestival i Chile för och om ursprungsbefolkningar. Treuquil inspirerades bland annat av en gammal profetia som kortfattat säger att ”När kondoren i syd möter örnen i norr skall kommande generationer vandra tillsammans i fred". Filmfestivalen spred sig till andra länder i sydamerika och till Spanien. Därifrån spred det sig till London där Native Spirits Festival är en årlig festival sedan 2007.
2008 kom Annika Banfield i kontakt med festivalerna genom att hennes film Spirits for sale visades i London. Banfield kontaktades av arrangörerna vid hemkomsten till Sverige med en förfrågan om hon var intresserad av att införa konceptet i Sverige. Hon ansåg sig inte ha tid då, men 2011 tog hon kontakt med Bio Roy och Världskulturmuseet vilka båda snabbt blev involverade i projektet. Efter ungefär ett år av förberedelser kunde den första festivalen hållas 2012. En invigning hölls då på Världskulturmuseet efter att en film visats på bio roy.

## Visade filmer

### 2012
- Our spirits don't speak English, Bio Roy
- Kautokeino - Upproret, Bio Roy
- Spirits for Sale, Bio Roy
- Reel Injun, Bio Roy
- Niño Corin, Världskulturmuseet
- Porters of the Inca Trail, Världskulturmuseet